# Kalach del Don
Kalach del Don (en ruso: Кала́ч-на-Дону́, Kalach-na-Donú) es una ciudad rusa, capital del raión homónimo en la óblast de Volgogrado.
En 2021, el territorio de la ciudad tenía una población de 24 476 habitantes, de los que 24 277 vivían en la propia ciudad y el resto en su única pedanía: el posiólok rural de Dom Ótdyja.
Se ubica a la orilla izquierda del río Don —justo antes del lago Tsimliansk—, a 72 km al oeste de Volgogrado, la capital o centro administrativo del óblast.

## Historia
Se fundó en 1708, pero originalmente era un pequeño jútor de los cosacos del Don. Su topónimo original era simplemente Kalach (Калач). Su desarrollo urbano comenzó en 1862, cuando se abrió una línea de ferrocarril que conectaba Kalach con Tsaritsyn.
En la Segunda Guerra Mundial la ciudad prestó su nombre a la batalla homónima que se produjo en julio y agosto de 1942. En esta batalla los soviéticos intentaron detener a los alemanes que intentaban llegar a Stalingrado —la actual Volgogrado— pero no lo consiguieron. Los alemanes, con esta victoria, se posicionaron en Stalingrado donde se produjo, desde ese mismo mes de agosto hasta febrero del año siguiente 1943, una de las batallas más decisivas de toda la guerra.
En 1951 adoptó el estatus de ciudad, recibiendo su actual topónimo para distinguirla de Kalach (Vorónezh). El motivo de este nuevo estatus es que en 1952 se abrió al tráfico el canal Volga-Don, del que Kalach alberga el punto final sobre el río Don.
|  |  |